# Pomník T. G. Masaryka (Hodkovice nad Mohelkou)
Pomník T. G. Masaryka v Hodkovicích nad Mohelkou je socha prvního československého prezidenta Tomáše Garrigue Masaryka stojící na Náměstí T. G. Masaryka v Hodkovicích nad Mohelkou. 

## Historie

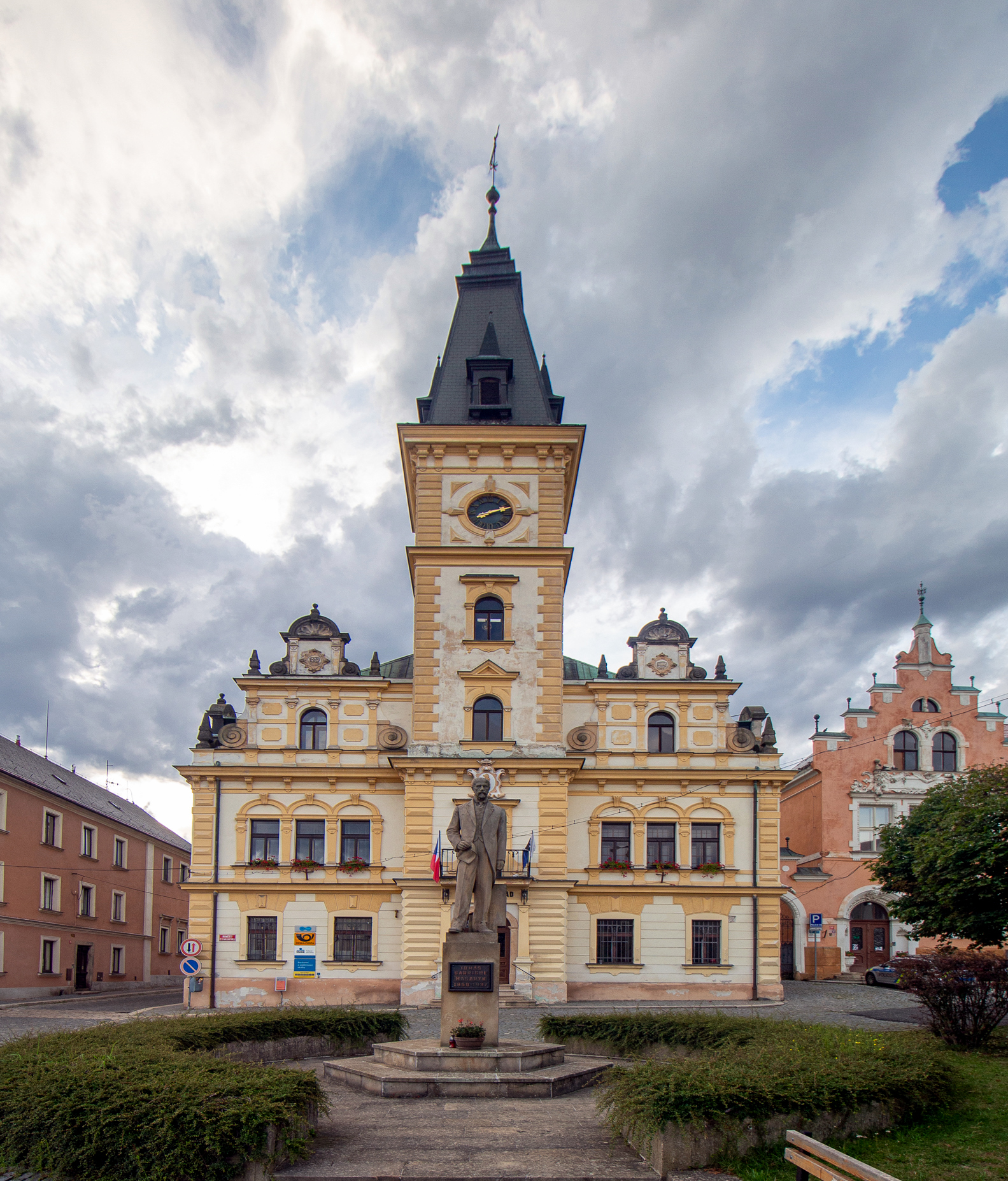
Socha před hodkovickou radnicí

Sochu vytvořil v roce 1938 Josef Bílek z Hořic. Jedná se zpodobnění Masaryka jako státníka, stojící postava v nadživotní velikosti s pravou nohou předkročenou, ruce volně podél těla, v pravé ruce drží list. Prošla pohnutou historií, během 20. století byla z veřejného prostoru třikrát odstraněna a čtyřikrát instalována.
Socha byla poprvé vztyčena 18. května 1938 a kvůli mobilizaci bylo slavnostní odhalení posunuto až na 29. května. Po zabrání Sudet (Hodkovice byly v Sudetech) byla 11. října (1938) socha zahalena do říšských vlajek a později odstraněna, česká menšina ji odvezla do Jenišovic. Po válce byla převezena zpět a 12. května 1946 slavnostně odhalena. Kvůli přesunutí místa vztyčení byla v roce 1947 odstraněna z náměstí kašna, aby nekonkurovala soše. Takto vydržela do dubna roku 1960. Během politického tání 60. let byla realizováno i třetí odhalení sochy 2. června 1968. Politické nálada ale nevydržela, proto byla tajně v březnu 1975 odvezena do depozitáře Severočeského muzea v Liberci. 
V prosinci 1989 započala jednání o navrácení sochy, vlastní socha byla nalezena, pouze podstavec a dláždění se ztratilo. Socha byla navrácen 7. března 1990 (na místo původního umístění z roku 1938).